# NGC 1742
NGC 1742 في الفهرس العام الجديد، هي مجرة، تقع في كوكبة الجبار. اكتشفت في 29 ديسمبر 1866 .

## روابط خارجية
- NGC 1742 على موقع ويكي سكاي: DSS2, SDSS, GALEX, IRAS, Hydrogen α, X-Ray, Astrophoto, Sky Map, Articles and images